# Jean de Procida
Jean de Procida ou Giovanni da Procida (1210–1298) était un diplomate et un scientifique italien du XIIIe siècle, chef de la conjuration contre les Français, connue sous le nom de Vêpres siciliennes.

## Biographie
Né à Salerne où il étudie la médecine, il est le fils de Jean II de Procida et de Clemenza Logoteta de l'île de Procida. Il attire l'attention de Frédéric II, qu'il assiste jusqu'à la mort, ainsi que du cardinal Giovanni Gaetano Orsini, futur pape Nicolas III. Les fils de Frédéric II Conrad IV et Manfred, le comblèrent de bienfaits.
Il évolue à travers le royaume de Sicile de Hohenstaufen. Après la défaite du fils de Frederic II, Manfred, à la bataille de Bénévent en 1266, il part pour Viterbe, et marie sa fille au napolitain Guelph, Bartholomeo Caracciolo.
Il est aux côtés de Conradin à la défaite de Tagliacozzo, puis fuit pour Venise. Ses biens sont confisqués par Charles d'Anjou, et sa femme et sa fille sont violées par un chevalier français.
Il s'installe avec ces deux fils à Barcelone, auprès de Constance, fille de Manfred et épouse du roi Pierre III d'Aragon, qui le nomme chancelier. Il fut créé baron du royaume de Valence, seigneur de Llutxent, Binazanes et Palma.
Jean somma Constance, comme seule héritière de la maison de Hohenstaufen, comme invoquée par Conradin sur son échafaud, de recueillir sa succession et de venger son supplice ; et lorsqu'il vit qu'elle et son mari hésitaient à entreprendre sans alliés une guerre aussi hasardeuse, il vendit tous les biens qu'il tenait de leur libéralité pour en employer le prix, dans ses voyages, à susciter des ennemis à Charles d'un bout à l'autre du monde alors connu.
Pierre d'Aragon avait besoin de toutes ses ressources pour lever l'armée avec laquelle il seconderait la révolte des Siciliens ; il part chercher le soutien de l'empereur byzantin Michel VIII Paléologue en 1279. Il reçut de lui une somme d'argent considérable, dont il employa la plus grande partie à pourvoir d'armes ceux des Siciliens sur le zèle desquels il pouvait le plus compter.
Il se présenta au pape Nicolas III sous l'habit de moine franciscain, qu'il portait toujours dans ses voyages, et il s'assura que ce pontife ne soupirait pas moins que lui après le moment où l'Italie serait délivrée du joug des Français. Malheureusement Nicolas III mourut peu de semaines après cette entrevue. Jean retourna en Grèce pour tirer de l'empereur de nouveaux subsides. En 1281, il en rapporta vingt-cinq mille onces d'or, qui servirent à compléter l'armement du roi d'Aragon.
Après lui avoir remis cette somme, il revint encore en Sicile. Le 30 mars 1282, lors de la révolte des Vêpres, il réunit les communautés insurgés et leur fit promettre de se défendre mutuellement. Il courut auprès de Pierre III, avec les syndics de toutes les communautés de Sicile, pour lui déférer la couronne et implorer ses secours ; et depuis ce moment, de concert avec Roger de Lauria, gentilhomme calabrais, qui avait quitté son pays lorsque les Français en avaient fait la conquête, il fut le conseiller fidèle des monarques aragonais qui se succédèrent en Sicile.
Il dirigea leurs efforts pour la défense de sa patrie, et sa prudence déjoua souvent les embûches de leurs ennemis. Lorsque Jacques, second fils de Pierre III, qui lui avait succédé en Sicile, voulut, en 1296, s'assurer la couronne d'Aragon en abandonnant la Sicile aux Français, Jean de Procida déclara que les Siciliens ne le reconnaissaient plus pour roi, et il engagea ses compatriotes à offrir la couronne à Frédéric.
Jean de Procida vécut assez longtemps pour voir ses compatriotes recueillir le fruit de ses travaux et la paix rétablie, en 1302, entre les deux royaumes, qui demeurèrent indépendants.